# Octavio Paz (Chiapas)
Octavio Paz es una localidad del estado mexicano de Chiapas. Es parte del municipio de Tapachula.

## Toponimia
El nombre de la localidad rinde homenaje a Octavio Paz, escritor mexicano y ganador del Premio Nobel de Literatura en 1990.

## Demografía
| Censo | Población |
| ----- | --------- |
| 2010  | 1 124     |
| 2020  | 1 101     |